# Audioscrobbler
L'Audioscrobbler és un sistema basat en Internet per crear perfils personalitzats de gustos musicals tot fent servir un plugin (component) que l'usuari s'instal·la en el seu reproductor de música preferit.
Aquest component del programa fa que sigui possible treballar juntament amb el programari del servidor de la pàgina web d'Audioscrobbler. El sistema genera un perfil detallat dels gustos músicals de cada usuari, ensenyant els seus artistes i les seves cançons "preferides" en una pàgina personalitzable.
A més de generar interessants i estètiques gràfiques, basades en la recollida de les estadístiques, el servei ens proposa automàticament nous artistes que escolten gent amb gustos similars als nostres.
És una gran manera de conèixer nous grups, que al no ser comercials, d'altra manera passarien desapercebuts.
Un dels punts important a remarcar és que tota la filosofia de la pàgina web està enfocada des del punt de vista de la llibertat de l'usuari, destacant:
- Els components pels reproductors estan alliberats sota la llicència GNU.
- Tota la informació que es genera dels usuaris, té llicència Creative Commons.
- En cap moment es demana a l'usuari de donar el mail o dades confidencials (només de manera opcional).
- Si l'usuari vol passar a ser membre privilegiat, la quota la decideix el mateix usuari, en forma de donació.

Aquest projecte té un projecte germà que es diu Last.fm, i que ens permet escoltar a través de ràdio per Internet, una emissora personalitzada en el perfil d'algú.
Actualment podem trobar pluguins pels següents programes:
- Winamp
- Windows Media Player
- iTunes
- foobar2000
- Quintessential Player/QCD
- XMMS
- Amarok
- Rhythmbox
- AmigaAMP
- beepmp
- MPD
- Mozilla Songbird
- Banshee